# Pierre de Sortenac
Pierre de Sortenac (Caraman, 1320/1330 – Avignone, 17 agosto 1390) è stato un cardinale francese della Chiesa cattolica, nominato da papa Gregorio XI.

## Biografia
Dopo aver concluso gli studi ed avere ottenuto il dottorato in utroque iure, nel 1368 fu diacono di Saint-Félix de Caraman, arcidiocesi di Tolosa. Successivamente fu scrivano apostolico presso la corte papale di Avignone e uditore della Sacra Rota.
Fu eletto vescovo di Viviers nell'ottobre 1373 e confermato nella carica il 13 ottobre 1374; occupò la sede vescovile fino alla sua promozione al cardinalato.
Fu creato cardinale presbitero di San Lorenzo in Lucina nel concistoro del 20 dicembre 1375.
Partecipò al conclave del 1378 che elesse papa Urbano VI; successivamente fece parte del gruppo di cardinali ribelli che rifiutò l'elezione del papa e che avevano nominato l'antipapa Clemente VII.
Nel novembre 1380 prese parte con i cardinali Pierre Flandrin e Guillaume Noellet a una missione presso i cardinali italiani, che si trovavano in quel momento a Nizza. Nel marzo 1384 optò per l'ordine dei cardinali vescovi e per la sede suburbicaria di Sabina.
Fece la sua ultima professione di obbedienza verso l'antipapa sul letto di morte il 16 agosto 1390. Morì lo stesso giorno o quello successivo.

## Successione apostolica
La successione apostolica è:
- Vescovo Johann von Ehingen (1376)